# Пиндушка
Пиндушка — река в России, протекает по территории Медвежьегорского района Карелии. Берёт своё начало из Пиндушозера, впадает в Онежское озеро в черте посёлка Пиндуши. Длина реки — 12 км.

## Данные водного реестра
По данным государственного водного реестра России относится к Балтийскому бассейновому округу, водохозяйственный участок реки — Бассейн Онежского озера без рр. Шуя, Суна, Водла и Вытегра, речной подбассейн реки — Свирь (включая реки бассейна Онежского озера). Относится к речному бассейну реки Нева (включая бассейны рек Онежского и Ладожского озера).